# SOKO Köln
SOKO Köln  este numele unui serial de filme poltiste germane, transmise de postul de televiziune ZDF. El este continuarea serialului  SOKO 5113, care a început să fie transmis de la date de 22 octombrie 2003. 

## Acțiune
În centrul acțiunii se află cinci agenți de la comisia criminalistică specială din Köln, care investighează în regiunea metropolei. 

## Distribuție
- Kerstin Landsmann
- Thomas Clemens
- Sissy Höfferer
- Pierre Besson
- Lukas Piloty
- Christian Heller
- Anne Schäfer
- Ursula Buschhorn
- Lilli Hollunder
- Collien Ulmen-Fernandes
- Pegah Ferydoni
- Alma Leiberg
- Fiona Coors
- Lilia Lehner